# Hanceola
Hanceola es un género con ocho especies de plantas con flores perteneciente a la familia Lamiaceae. Es originario de China.

## Especies
- Hanceola cavaleriei (H.Lév.) Kudô, Mem. Fac. Sci. Taihoku Imp. Univ. 2: 55 (1929).
- Hanceola cordivata Y.Z.Sun, Contr. Biol. Lab. Sci. Soc. China, Bot. Ser. 12: 127 (1942).
- Hanceola exserta Y.Z.Sun ex C.Y.Wu, Acta Phytotax. Sin. 8: 59 (1959).
- Hanceola flexuosa C.Y.Wu & H.W.Li, Acta Phytotax. Sin. 10: 240 (1965).
- Hanceola labordei (H.Lév.) Y.Z.Sun, Contr. Biol. Lab. Sci. Soc. China, Bot. Ser. 12: 123 (1942).
- Hanceola mairei (H.Lév.) Y.Z.Sun, Contr. Biol. Lab. Sci. Soc. China, Bot. Ser. 12: 123 (1942).
- Hanceola sinensis (Hemsl.) Kudô, Mem. Fac. Sci. Taihoku Imp. Univ. 2: 54 (1929).
- Hanceola tuberifera Y.Z.Sun ex G.Y.Wu, Acta Phytotax. Sin. 8: 60 (1959).